# Spermacoce xanthophylla
Spermacoce xanthophylla là một loài thực vật có hoa trong họ Thiến thảo. Loài này được (Bremek.) Govaerts miêu tả khoa học đầu tiên năm 1996.